# Träume (Tschechow)

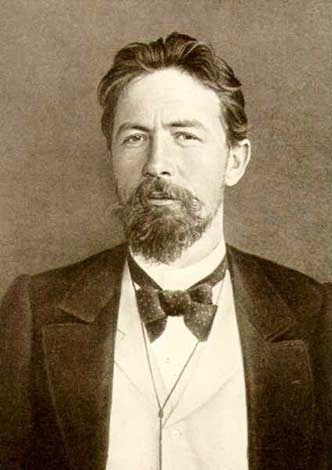
Anton Tschechow

Träume (russisch Мечты, Metschty) ist eine Erzählung des russischen Schriftstellers Anton Tschechow, die am 15. November 1886 in der Sankt Petersburger Tageszeitung Nowoje wremja erschien.
Zu Fuß bringen die beiden Dorfpolizisten Nikandr Ssaposchnikow und Andrej Ptacha einen schmächtigen Landstreicher, der seinen Namen für sich behält, in die Kreisstadt. Der Landstreicher mit rasiertem Kopf und in Ketten verschweigt seinen Namen aus gutem Grund. Wenn er ihn nennt, kommt er wieder ins Zuchthaus. Sonst wird er höchstens nach Ostsibirien verschickt oder bekommt bis zu vierzig Knutenhiebe. Auf dem Fußmarsch bleibt genügend Zeit für das Gespräch: Aha, dämmert es den Polizisten, du kommst also aus dem Zuchthaus?
Der Landstreicher, ein wohlerzogener, höflicher Mensch, beantwortet gern alle Fragen Andrej Ptachas, nur eben die nach dem Namen nicht. So erfahren die Polizisten, die Mutter des Landstreichers, eine Leibeigene, hatte ihren Herrn mit Arsenik vergiftet, weil er sich eine andere genommen hatte. Mamachen war für zwanzig Jahre ins Zuchthaus gegangen und der Sohn für sieben Jahre, weil der damals 18-Jährige seinem vermutlichen Vater das Glas mit dem „Brausepulver“ gereicht hatte. Vier Jahre von den sieben hatte der Landstreicher abgesessen. Dann war ihm die Flucht gelungen. Nun, auf dem Marsch in die Kreisstadt, träumt der passionierte Angler von dem Fischreichtum ostsibirischer Flüsse. In Ostsibirien wird überhaupt alles besser sein als im europäischen Teil Russlands, durch den er gerade marschieren muss. Es scheint, die beiden Polizisten träumen mit – bis zu dem Zeitpunkt, als der bisher schweigsame Nikandr Ssaposchnikow bezweifelt, ob der Landstreicher – nur noch Haut und Knochen – den langen Marsch nach Ostsibirien überstehen wird.

## Deutschsprachige Ausgaben
Verwendete Ausgabe:
- Träume, S. 51–60 in Anton Tschechow: Das Glück und andere Erzählungen. Aus dem Russischen übertragen von Alexander Eliasberg. 187 Seiten. Wilhelm Goldmann Verlag, München 1962, Goldmanns gelbe Taschenbücher, Bd. 868